# Blue (альбом Дайаны Росс)
Blue, также The Blue Album — студийный альбом американской певицы Дайаны Росс. Пластинка была записана ещё в начале 1970-х годов и задумывалась как продолжение успешного альбома Lady Sings the Blues (саундтрек к фильму «Леди поёт блюз»), однако лейбл решил отложить выпуск. Альбом был выпущен наконец в 2006 году и смог добраться до второго места в чарте Billboard, на данный момент продано более 100 000 копий.

## Список композиций
| №   | Название                           | Длительность |
| --- | ---------------------------------- | ------------ |
| 1.  | «What a Diff’rence a Day Makes»    | 3:28         |
| 2.  | «No More»                          | 3:09         |
| 3.  | «Let’s Do It»                      | 3:00         |
| 4.  | «I Loves Ya Porgy»                 | 5:11         |
| 5.  | «Smile»                            | 2:58         |
| 6.  | «But Beautiful»                    | 2:50         |
| 7.  | «Had You Been Around»              | 3:29         |
| 8.  | «Little Girl Blue»                 | 4:00         |
| 9.  | «Can’t Get Started with You»       | 3:10         |
| 10. | «Love Is Here to Stay»             | 2:13         |
| 11. | «You’ve Changed»                   | 2:54         |
| 12. | «My Man»                           | 3:31         |
| 13. | «Easy Living»                      | 2:54         |
| 14. | «(In My) Solitude»                 | 2:05         |
| 15. | «He’s Funny That Way»              | 3:02         |
| 16. | «T’Ain’t Nobody’s Bizness If I Do» | 2:22         |